# Itapeúna
Itapeúna é um distrito do município brasileiro de Eldorado, no interior do estado de São Paulo.

## História

### Formação administrativa
- Distrito de Jaguari criado pela Lei nº 752 de 14/11/1900, com o bairro de Jaguari no município de Xiririca (atual Eldorado)[3].
- Distrito policial de Jaguari criado em 17/11/1900[4].
- Lei nº 924 de 12/08/1904 - altera a denominação para Itaúna[5].

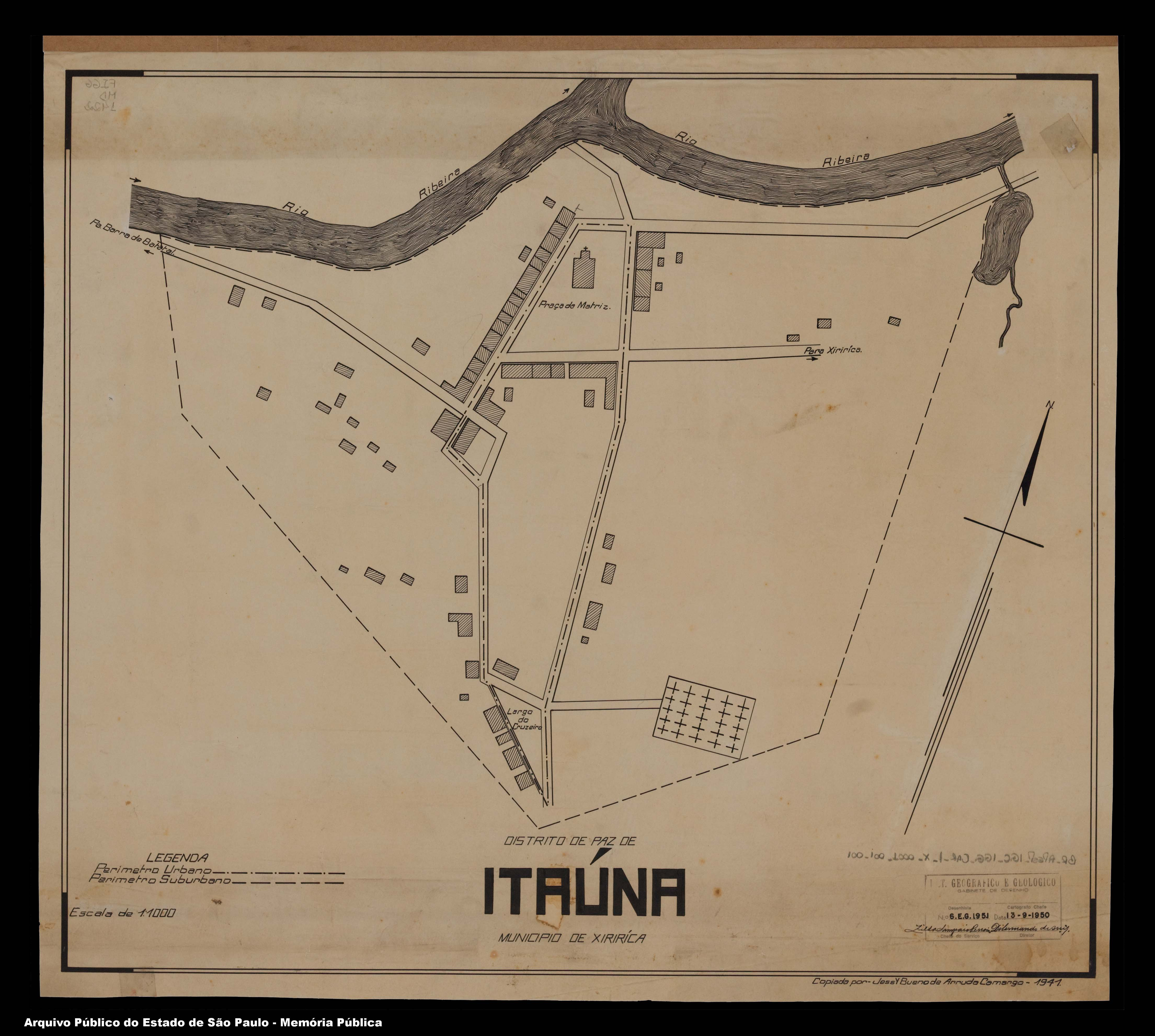
Planta da área urbana original.

- Decreto-Lei n° 14.334 de 30/11/1944 - altera a denominação para Itapeúna. Pelo mesmo Decreto-Lei perdeu terras para a formação do distrito de Braço[6].
- Pela Lei Ordinária nº 1.384 de 19/06/2019 perdeu terras para a formação do distrito de Barra do Batatal[7].

## Geografia

### Demografia

#### População urbana
| Crescimento população urbana | Crescimento população urbana | Crescimento população urbana | Crescimento população urbana |
| Censo                        | Pop.                         |                              | %±                           |
| ---------------------------- | ---------------------------- | ---------------------------- | ---------------------------- |
| 1934                         | 240                          |                              |                              |
| 1940                         | 184                          |                              | −23,3%                       |
| 1950                         | 226                          |                              | 22,8%                        |
| 1960                         | 417                          |                              | 84,5%                        |
| 1970                         | 400                          |                              | −4,1%                        |
| 1980                         | 491                          |                              | 22,8%                        |
| 1991                         | 575                          |                              | 17,1%                        |
| 2000                         | 632                          |                              | 9,9%                         |
| 2010                         | 656                          |                              | 3,8%                         |
| Fonte: IBGE e Fundação SEADE |                              |                              |                              |

#### População total
Pelo Censo 2010 (IBGE) a população total do distrito era de 3 818 habitantes.

### Área territorial
A área territorial do distrito é de 750,889 km².

### Rodovias
O principal acesso ao distrito é a Rodovia Benedito Pascoal de França (SP-165).

### Hidrografia
- Rio Ribeira do Iguape

## Serviços públicos

### Registro civil
Atualmente é feito no próprio distrito, pois o Cartório de Registro Civil das Pessoas Naturais ainda continua ativo.

### Saneamento
O serviço de abastecimento de água é feito pela Companhia de Saneamento Básico do Estado de São Paulo (SABESP).

### Energia
A responsável pelo abastecimento de energia elétrica é a Neoenergia Elektro, antiga CESP.

### Telecomunicações
O distrito era atendido pela Telecomunicações de São Paulo (TELESP), que inaugurou a central telefônica utilizada até os dias atuais. Em 1998 esta empresa foi vendida para a Telefônica, que em 2012 adotou a marca Vivo para suas operações.

## Religião
O Cristianismo se faz presente no distrito da seguinte forma:

### Igreja Católica
- A igreja faz parte da Diocese de Registro[20].

### Igrejas Evangélicas
- Congregação Cristã no Brasil[21].